# District de Seocheon
Le district de Seocheon est un district de la province du Chungcheong du Sud, en Corée du Sud.

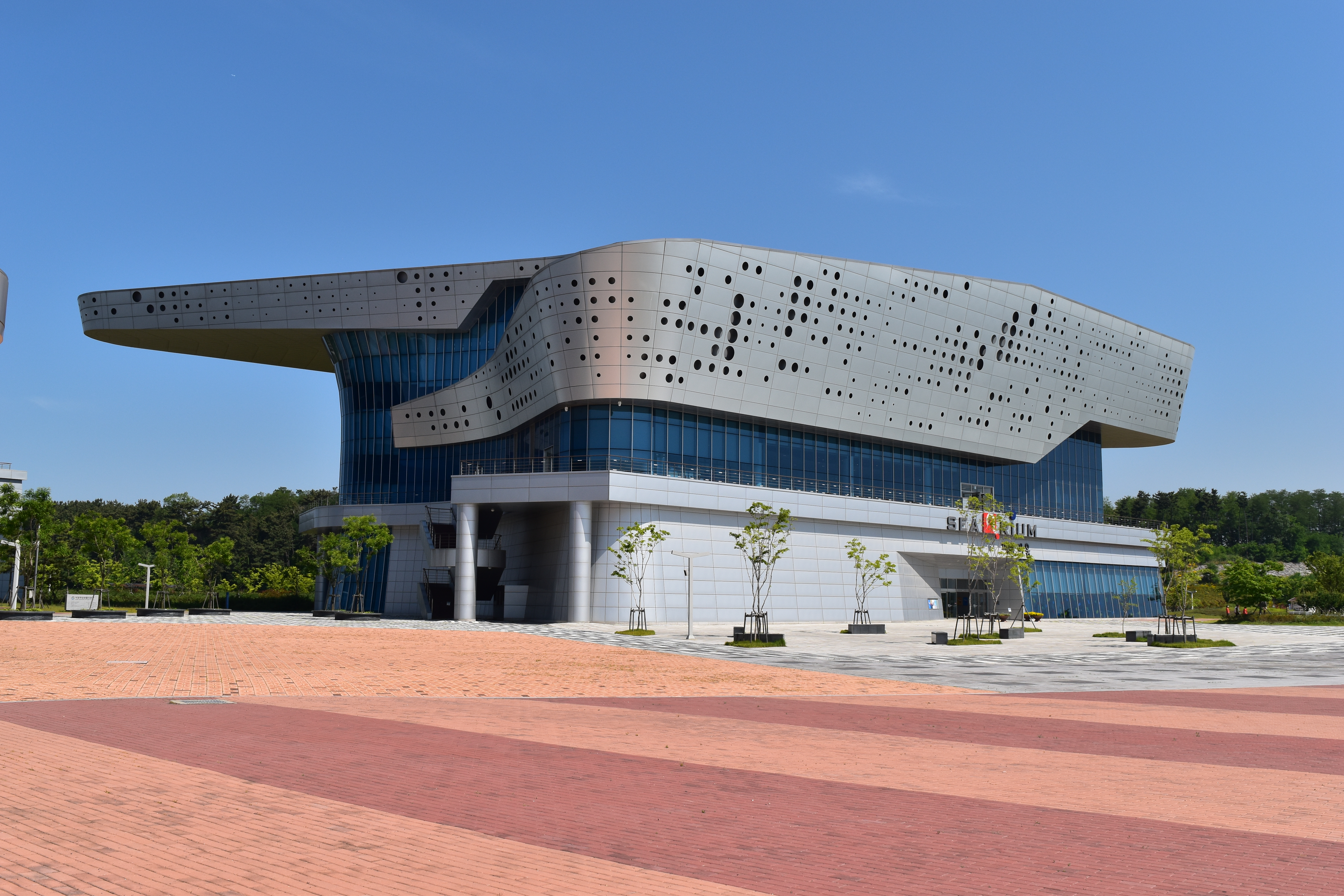
Musée de l'Institut national de la biodiversité marine de Corée